# Franco-Nevada
 Franco-Nevada Corporation ist ein kanadisches Bergbauunternehmen aus Toronto, Ontario. Diese Firma investiert in Minenprojekte und Förderer von Metallen, insbesondere Gold, sowie Öl und Erdgas. Franco-Nevada betreibt selbst keine Minen. Die Einnahmen entstehen dank Lizenzvereinbarungen und Anteilen an den geförderten Rohstoffen (Edelmetall-Streaming). Es wird angestrebt, dass 80 % der Einnahmen von Edelmetallen stammen. Die Aktien des Unternehmens werden an den Börsen Toronto Stock Exchange und New York Stock Exchange gehandelt und sind Teil des TSX60-Aktienindex.
Das Unternehmen ist Mitglied im World Gold Council.

## Geschichte
Franco-Nevada Corp. entstand durch Abspaltung von Newmont Mining in 2007. Der entsprechende Börsengang war einer der größten in Kanada mit einem Betrag von 1,1 Mrd. kanadischen Dollar.

## Beteiligungen
Es besteht ein umfassendes Portfolio von 400 Beteiligungen. Minen und Energieunternehmen (Öl und Erdgas) werden separat ausgewiesen. Die Gliederung ist wie folgt:
- produzierend: 109, davon 54 Minen
- fortgeschrittene Projekte: 41, alle Minen
- Suchvorhaben (Exploration): 250, davon 223 Minen.[2]

Die Haupttätigkeit des kleinen Teams von Franco-Nevada ist die Pflege und Weiterentwicklung dieses Portfolios von Beteiligungen. Die Investitionen in solche Beteiligungen erfolgen oft durch Vorauszahlung in Form eines rückzahlbaren Darlehen, wobei die Rückzahlung durch einen Liefervertrag für abgebaute Metalle (Net Smelter Returns NSR) geregelt wird.
2020 hat Franco-Nevada (FN) 314 Mio. USD in Akquisitionen investiert. Das größte Vorhaben von FN ist das Cobre Panama Projekt, welches Investitionen von 1,356 Mia. US-Dollar umfasst, über 40 Jahre laufen wird und Zahlungen sowohl nach voraus festgelegten wie auch variablen Abnahmepreisen für die Metalllieferungen umfasst. Die Produktion dieser Mine hat 2019 begonnen.

## Geschäftsgang
Seit der Gründung wurden jedes Jahr die Dividenden erhöht. Die Kursentwicklung der Aktien seit 2007 hat sowohl die Preisentwicklung von Gold wie auch die relevanten Aktienindizes von Goldminenfirmen übertroffen.